# Ежманова (село)
Ежманова (пол. Jerzmanowa, нем. Hermsdorf) — село в Нижнесилезском воеводстве,
в Глогувском повете.
Центр волости Ежманова.

## Административное деление
В 1975—1998 годы село относилось к Легницкому воеводству.

## Известные люди, связанные с поселком
25 февраля 1843 года родился Герман Шварц — известный математик XIX века.

## Образование
В селе есть детский сад для самых маленьких, начальная школа, а также гимназия.